# .af
.af (Afeganistão) é o código TLD (ccTLD) para o Afeganistão.  Este domínio é administrado pela AFGNIC, a serviço do PNUD e do Governo do Afeganistão.[carece de fontes?]
Os registros são feitos diretamente no segundo nível, ou em domínios de terceiro nível dentre vários subdomínios categorizados no segundo nível. Domínios de terceiro nível têm restrições baseadas em sob qual domínio de segundo nível estão registrados. No segundo nível, não há restrições, porém o registro tem maior custo. Todos as taxas são mais altas para estrangeiros.

## Domínios de segundo nível
- com.af - Entidades comerciais
- edu.af - Institudos educacionais
- gov.af - Governo e agências
- net.af - Provedores de internet
- org.af - Organizações não governamentais
- law.af
- tv.af
- music.af
- hotel.af
- bank.af